# Мьюир, Эдвард
Эдвард Мьюир (англ. Edward (Ed) W. (Wallace) Muir Jr.; род. 2 декабря 1946) — американский историк, итальяновед. Занимается социальной и культурной историей, в особенности поздних Средних веков и Ренессанса.
Доктор философии (1975), именной профессор Северо-Западного университета, где преподает с 1993 года. Член Американской академии искусств и наук (2014) и Европейской академии (2011). Лауреат Mellon Distinguished Achievement Award (2009?10).
Вырос в предгорьях гряды Уосатч, рядом с Emigrant Trail.
Окончил Университет Юты (бакалавр истории magna cum laude, 1969). Также учился в Сиракузском университете (в 1967).
Степени магистра (1970) и доктора философии, обе по современной европейской истории, получил в Ратгерском университете. В 1973—1977 годах ассистент-профессор Stockton State College. С 1977 года ассистент-, в 1981—1986 годах ассоциированный профессор Сиракузского университета. С 1986 года ассоциированный, в 1992—1993 годах профессор истории и завкафедрой Университета штата Луизиана. С 1993 года профессор истории Северо-Западного университета, именной профессор Clarence L. Ver Steeg Professor in the Arts and Sciences с 1997 года, также в 1997—1998 и 1999—2001 годах завкафедрой. В 1990 и 1993—1994 годах приглашенный профессор Йеля. Возглавлял Renaissance Society of America. Президент Американской исторической ассоциации (2023). Часто посещает Италию; болельщик Чикаго Кабс.
Состоит в редколлегиях The American Historical Review, The Journal of Interdisciplinary History, Microhistories, Renaissance, Annales: Annals for Istran and Mediterranean Studies, California Italian Studies.
Соредактор книжной серии «Early Modern History: Culture and Society» (Palgrave-Macmillan). Редактор-основатель серии «I Tatti Italian Renaissance History» (Harvard University Press).
Автор или редактор девяти книг, многих научных статей.
Работает над книгой The Delicate Sinews of Trust: The Italian Renaissance, 1350—1650. Автор The Culture Wars of the Late Renaissance: Skeptics, Libertines, and Opera (Cambridge, Mass.: Harvard University Press, 2007). Соавтор учебника The West: Encounters and Transformations (New York: Longman-Pearson, 2004; 5-е изд. 2016). Автор главы Renaissance в кн. Interpreting Early Modern Europe (Routledge, 2019).